# Bliszczyce

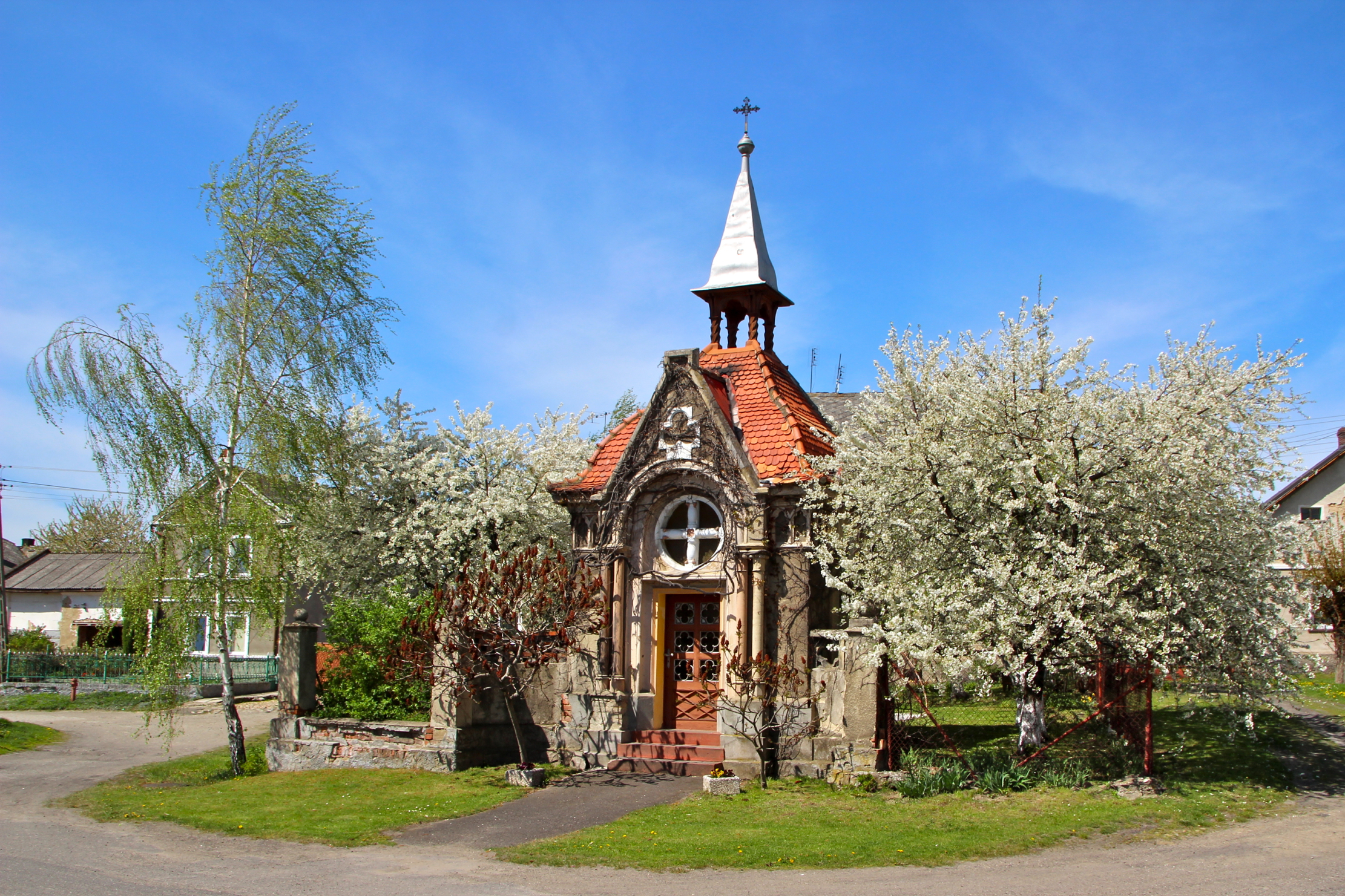

Bliszczyce (v letech 1945-1952 Bliżczyce, německy Bleischwitz, česky Bližčice nebo Blížčice, občas „Blýžvice“) je ves v jižním Polsku, v Opolském vojvodství, v powiatu głubczyckém, ve gmině Branice, v jihovýchodní části Zlatohorské vrchoviny na řece Opavě.

## Počet obyvatel
V sołectwu Bliszczyce žije 575 obyvatel (v dubnu 2011).

## Příroda
Vesnice se nachází v přírodním parku (polsky obszar chronionego krajobrazu) Rajón Mokre - Lewice. Nad vesnicí směrem na ves Ciermięcice se vypíná Obecní kopec (německy Gemeinde Berg, polsky Barania Kopa, tzv. Czeska Górka (tzv. Česká hůrka), Czeska Góra, „Lewicka Górka“ nebo Ciermięcicka Góra). Obecní kopec je součástí Zlatohorské vrchoviny. Z Obecního kopce teče Obecní potok, levý přítok řeky Opavy v Krnově mezi zahrádkářskými osadami Vysoký břeh a Riviéra. Barania Kopa (411,3 m n. m.; na mapě na kříži na vrcholu kopce je chybně uvedena hodnota 416 m n. m.) je jednou ze zastávek polské turistické cesty Bronisława Juzwiszyna (†; učitel Zasadnicze Szkoły Ogrodnicze v Bliszczycích), která vede v okolí vsi Bliszczyce a je obklopena několika křížovými zastaveními. Obecní kopec patřil do roku 1959 městu Krnovu a na jeho temeni se těsně v poválečných letech zapalovala vatra 6. července v den Husovy smrti. V 60. letech zde stála salaš (polsky bacówka) a na louce se pásly ovce. V 80. a v první půlce 90. let 20. století zde byl 300 metrů dlouhý lyžařský vlek. Barania Kopa a blízká Łysa Góra (368 m n. m.) nabízí také vhodný cvičný terén (krásný travnatý svah s možností přistávání trochu pod vrcholem) pro paragliding a letecké modeláře. Od roku 2010 je kopec zalesňován duby a buky. Na vrcholu kopce je schovaná cache (N 50° 06.188 E 017° 44.142 ; UTM: 33U E 695626 N 5553681). Na tomto kopci též stávala městská šibenice, na kterou byli věšeni odsouzení z Krnova a okolí.
Podle mapy Branice, Úvalno: turistická vizitka nebo podle mapy Powiatu głubczyckého, ve které je zakreslena hranice mezi gminami Branice a Głubczyce, se Barania kopa nachází ve gmině Głubczyce a tudíž ve vsi Ciermięcice.

## Historie
Do roku 1945 stával přes řeku Opavu most z Bliszczyc do Krnova-Papírového Mlýna (Bližčická ulice).

## Památky

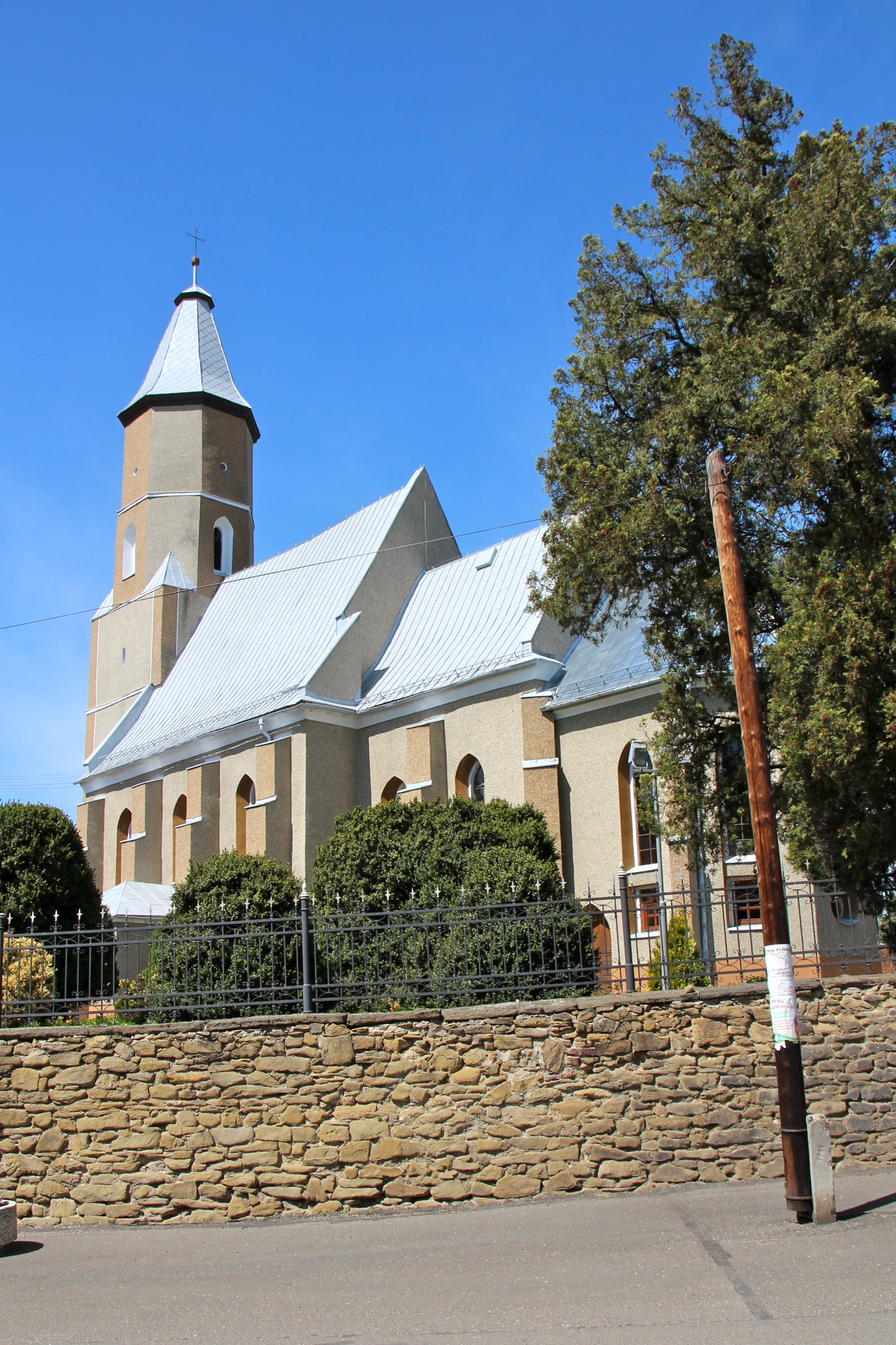
Kostel svaté Kateřiny

- kostel svaté Kateřiny, panny a mučednice

## Významní rodáci
- Alfons Tracky (1896-1946) - katolický kněz působící v Albánii[18]